# Боржо, Шарль
Шарль Боржо́ (фр. Charles Borgeaud; 15 августа 1861, Ле Сентье — 6 октября 1940, Оне) — швейцарский историк, юрист, номинант на Нобелевскую премию по литературе 1901 года за книгу «История Женевского университета. Академия Кальвина, 1559—1798» (фр. Histoire de l´université de Genève. L´académie de Calvin, 1559-1798).

## Биография
Он родился в Ле Сентье, в долине Жу, в семье знати. В 1878 году он был студентом Женевского колледжа, затем продолжил обучение в Германской империи, в Йенском университете, где в 22 года получил докторскую степень по философии. Вернувшись в Женеву, он закончил свое обучение с диссертацией по праву в 1886 — «Плебисцит в древности», который открывает его работу по конституционной истории.
Шарль Бордо продлил учёбу на 10 лет, сначала в Лондоне, а затем в Париже, где он стал известен благодаря книгам по конституционной истории и политологии. С помощью документов, обнаруженных в Англии, он разрабатывает доктрину, которая будет направлять его дальнейшую работу: для него современные демократические институты основаны на Реформации, а политическая революция родилась из религиозной революции XVI века.
В 1896 году Женевский университет предложил ему кафедру истории политических институтов в Швейцарии, а два года спустя — кафедру сравнительного конституционного права и национальной истории. По возвращении в Женеву, он начал писать «Историю университета», которую он закончил почти сорок лет спустя, в 1934 году.